# اپل استودیوز
اپل استودیوز (انگلیسی: Apple Studios) یک شرکت آمریکایی فیلم، تلویزیون و تولید داخلی است که زیرمجموعه کمپانی اپل است. این شرکت در توسعه و تولید سریال‌های تلویزیونی و فیلم‌های اصلی برای سرویس پخش ویدئوی دیجیتال اپل تی‌وی پلاس و همچنین فیلم‌هایی که برای نمایش در نظر گرفته شده‌اند، تخصص دارد منتشر می‌کند.
سری محصولات با نام تجاری اپل اوریجینال سریس منتشر می‌شود، در حالی که برخی از فیلم‌های آنها با نام تجاری اپل اوریجینال فیلمز منتشر می‌شوند.

## تاریخچه
در اکتبر ۲۰۱۹، هالیوود ریپورتر گزارش داد که شرکت اپل در حال راه‌اندازی شرکت تولیدی خود است که تحت نظارت زک ون آمبورگ و جیمی ارلیخت، برای تولید محتوای اصلی تلویزیون و فیلم برای اپل تی‌وی پلاس است.

## گزیده آثار سینمایی
- از دور بیا (۲۰۲۱)[۳]
- آواز قو (۲۰۲۱)[۴]
- شانس (۲۰۲۲)[۵]
- ریموند و ری (۲۰۲۲)
- سرزنده (۲۰۲۲)
- رهاسازی (۲۰۲۲)
- پسرک، موش‌کور، روباه و اسب (۲۰۲۲)
- زیرک‌تر (۲۰۲۳)
- تتریس (۲۰۲۳)
- ناپلئون (۲۰۲۳)
- آرگایل (۲۰۲۴)
- مرا به ماه پرواز ده (۲۰۲۴)
- تحریک‌کنندگان (۲۰۲۴)
- گرگ‌ها (۲۰۲۴)[۶]
- بلیتز (۲۰۲۴)
- تنگنا (۲۰۲۵)
- اف۱ (۲۰۲۵)
- می‌دی (۲۰۲۵)
- بهشت و دوزخ (۲۰۲۵)
- پیامد (۲۰۲۵)